# Hadena scurrilis
Hadena scurrilis là một loài bướm đêm trong họ Noctuidae.